# Juan Ansuátegui Roca
Juan Ansuátegui Roca (Castellón de la Plana, 1956. augusztus 27.  –) spanyol nemzetközi labdarúgó-játékvezető.

## Pályafutása

### Nemzeti játékvezetés
1988-ban lett az I. Liga játékvezetője. Az aktív nemzeti játékvezetéstől 2002-ben vonult vissza. Első ligás mérkőzéseinek száma: 225.

#### Nemzeti kupamérkőzések
Vezetett Kupa-döntők száma: 1.

##### Szuperkupa
| Időpont             | Helyszín                          | Mérkőzés típusa     | Mérkőzés                               | Eredmény | Nézők száma |
| ------------------- | --------------------------------- | ------------------- | -------------------------------------- | -------- | ----------- |
| 2000. augusztus 20. | Lluís Companys Stadion, Barcelona | első döntő mérkőzés | RCD Espanyol–RC Deportivo de La Coruña | 0 : 0    | 16 800      |

### Nemzetközi játékvezetés
A Spanyol labdarúgó-szövetség Játékvezető Bizottsága (JB) terjesztette fel nemzetközi játékvezetőnek, a Nemzetközi Labdarúgó-szövetség (FIFA) 1991-től tartotta nyilván bírói keretében. Több nemzetek közötti válogatott és klubmérkőzést vezetett, vagy társának segített partbíróként. A spanyol nemzetközi játékvezetők rangsorában, a világbajnokság-Európa-bajnokság sorrendjében többedmagával a 11. helyet foglalja el 7 találkozó szolgálatával. Az aktív nemzetközi játékvezetéstől 2002-ben a FIFA 45 éves korhatárát elérve búcsúzott. Nemzetközi mérkőzéseinek száma: 50.

#### Világbajnokság
A világbajnoki döntőhöz vezető úton Egyesült Államokba a XV., az 1994-es labdarúgó-világbajnokságra, Franciaországba a XVI., az 1998-as labdarúgó-világbajnokságra, valamint Dél-Koreába és Japánba a XVII., a 2002-es labdarúgó-világbajnokságra a FIFA JB bíróként alkalmazta.

##### 1994-es labdarúgó-világbajnokság

###### Selejtező mérkőzés
| Időpont             | Helyszín                     | Mérkőzés típusa           | Mérkőzés            | Eredmény | Nézők száma |
| ------------------- | ---------------------------- | ------------------------- | ------------------- | -------- | ----------- |
| 1992. október 7.    | Olimpiai Stadion, Serravalle | előselejtező (2. csoport) | San Marino–Norvégia | 0 : 2    | 1 187       |
| 1993. szeptember 8. | Arms Park Stadion, Cardiff   | előselejtező (4. csoport) | Wales–Csehország    | 2 : 2    | 37 558      |

##### 1998-as labdarúgó-világbajnokság

###### Selejtező mérkőzés
| Időpont           | Helyszín                    | Mérkőzés típusa           | Mérkőzés           | Eredmény | Nézők száma |
| ----------------- | --------------------------- | ------------------------- | ------------------ | -------- | ----------- |
| 1997. március 29. | Dimotiko Stadion, Paralimni | előselejtező (5. csoport) | Ciprus–Oroszország | 1 : 1    | 3 199       |

##### 2002-es labdarúgó-világbajnokság

###### Selejtező mérkőzés
| Időpont          | Helyszín                       | Mérkőzés típusa           | Mérkőzés                 | Eredmény | Nézők száma |
| ---------------- | ------------------------------ | ------------------------- | ------------------------ | -------- | ----------- |
| 2001. június 2.  | İnönü Stadion, Isztambul       | előselejtező (4. csoport) | Törökország–Azerbajdzsán | 3 : 0    | 17 386      |
| 2001. október 6. | Lansdowne Road Stadion, Dublin | előselejtező (2. csoport) | Írország–Ciprus          | 4 : 0    | 35 000      |

#### Európa-bajnokság
Az európai-labdarúgó torna döntőjéhez vezető úton Angliába a X., az 1996-os labdarúgó-Európa-bajnokságra és Belgiumba és Hollandiába a XI., a 2000-es labdarúgó-Európa-bajnokságra az UEFA JB játékvezetőként foglalkoztatta.

##### 1996-os labdarúgó-Európa-bajnokság

###### Selejtező mérkőzés
| Időpont         | Helyszín                      | Mérkőzés típusa           | Mérkőzés                | Eredmény | Nézők száma |
| --------------- | ----------------------------- | ------------------------- | ----------------------- | -------- | ----------- |
| 1995. június 7. | Windsor Park Stadion, Belfast | előselejtező (6. csoport) | Észak-Írország–Litvánia | 1 : 2    | 6 935       |

##### 2000-es labdarúgó-Európa-bajnokság

###### Selejtező mérkőzés
| Időpont         | Helyszín                  | Mérkőzés típusa           | Mérkőzés              | Eredmény | Nézők száma |
| --------------- | ------------------------- | ------------------------- | --------------------- | -------- | ----------- |
| 1999. június 5. | Kadriorg Stadion, Tallinn | előselejtező (9. csoport) | Észtország–Csehország | 0 : 2    | 2 925       |

## Magyar vonatkozás
| Időpont             | Helyszín             | Mérkőzés típusa              | Mérkőzés                 | Eredmény | Nézők száma |
| ------------------- | -------------------- | ---------------------------- | ------------------------ | -------- | ----------- |
| 2001. augusztus 15. | Népstadion, Budapest | felkészülési (754. mérkőzés) | Magyarország–Németország | 2 : 5    | 26 000      |

#### Nemzetközi kupamérkőzések
Vezetett Kupa-döntők száma: 1.

##### Intertoto Kupa
A nyári kupasorozat több csoportban zajlik, minden csoportnak van döntő mérkőzése.
| Időpont            | Helyszín                 | Mérkőzés típusa | Mérkőzés                    | Eredmény | Nézők száma |
| ------------------ | ------------------------ | --------------- | --------------------------- | -------- | ----------- |
| 1996. augusztus 6. | Városi Stadion, Sclessin | döntő           | Club de Liège–Karlsruher SC | 1 : 0    | 15 000      |